# 케이씨에스 (기업)
케이씨에스(Korea Computer & Systems Inc.)는 대한민국의 컴퓨터시스템 통합자문 및 구축 기업이다. 본사는 서울 마포구 독막로 269 (대흥동) 케이씨에스빌딩 3층에 위치해 있으며 대표이사 김광묵이다.

## 제품
양자암호칩

## 역사
2002년 12월 한국컴퓨터지주에서 물적분할을 통해 설립되었으며  2007년 한컴기술연구소를 합병하였다.

## 상장
2010년 4월 14일에 주간사를 삼성증권으로 공모가 1,600원(희망 공모가밴드 1,200~1,600원)에 코스닥 시장에 상장하였다.

## 계열사
- 한국지주그룹
- 한국컴퓨터
- 로지시스
- 케이씨티
- 한국상역개발
- 한국문학사
- 상화공익
- 한국지주
- 한네트
- 상화원
- 제주상화원
- 한상개발

## 참고문헌
1. ↑  강보연, 한국IR협의회 기술분석보고서 - 케이씨에스, 2023.09.14
2. ↑  케이씨에스, 세계최초 양자암호 '선점 자신'…AI까지 '두마리 토끼', 아시아경제, 2023년 3월 9일
3. ↑  ㈜케이씨에스, 칼라일 ‘TPO 방수시트’ BMW코리아 R&D센터에 적용, IT비즈뉴스, 2023년 12월 22일
4. ↑  케이씨에스, 세종시 종합청사 5G특화망 사업에 양자암호장비 구축, ET뉴스, 2023년 4월 30일
5. ↑  안수민, 케이씨에스, 차세대 양자암호칩 'Q-HSM' 출시…양자컴퓨팅 보안 시장 개척, 전자신문, 2024-07-17